# Lucas Ontivero
Lucas Elías Ontivero (Catamarca, 1994. szeptember 9. –) argentin labdarúgó. 2015 tavaszán kölcsönben a Budapest Honvéd labdarúgója volt, jelenleg a mexikói Venados játékosa.

## Sikerei, díjai
Galatasaray SK:
- Török labdarúgó-bajnokság ezüstérmes: 2013–14
- Török labdarúgókupa győztes: 2013–14